# Luiz Beethoven Dantas do Amaral
Luiz Beethoven Dantas do Amaral (Barra Mansa, 25 de maio de 1929 – 14 de maio de 1990) foi um médico brasileiro.
Foi eleito membro da Academia Nacional de Medicina em 1986, ocupando a cadeira 66, que tem José Cardoso de Moura Brasil como patrono.